# Helmintomorfs
Els helmintomorfs (Helminthomorpha, gr. "amb forma de cuc") són una infraclasse àmplia i diversa de diplòpodes de la subclasse Chilognatha.

## Taxonomia
Segons Shear (2011) i Shear & Edgecombe (2010):
- Infraclasse Helminthomorpha Pocock, 1887
  - Superordre †Archipolypoda Scudder, 1882
    - Ordre †Archidesmida Wilson & Anderson 2004
    - Ordre †Cowiedesmida Wilson & Anderson 2004
    - Ordre †Euphoberiida Hoffman, 1969
    - Ordre †Palaeosomatida Hannibal & Krzeminski, 2005

  - Ordre †Pleurojulida Schneider & Werneburg, 1998 (possiblement en grup germà de Colobognatha)[3]
  - Subterclasse Colobognatha Brandt, 1834 
    - Ordre Platydesmida Cook, 1895
    - Ordre Polyzoniida Cook, 1895 
    - Ordre Siphonocryptida Cook, 1895
    - Ordre Siphonophorida Newport, 1844

  - Subterclasse Eugnatha Attems, 1898
    - Superordre Juliformia Attems, 1926
      - Ordre Julida Brandt, 1833
      - Ordre Spirobolida Cook, 1895
      - Ordre Spirostreptida Brandt, 1833
      - Superfamily †Xyloiuloidea Cook, 1895 (a vegades units a Spirobolida)[4]

    - Superordre Nematophora Verhoeff, 1913 
      - Ordre Callipodida Pocock, 1894
      - Ordre Chordeumatida Pocock 1894
      - Ordre Stemmiulida Cook, 1895
      - Ordre Siphoniulida Cook, 1895

    - Superordre Merocheta Cook, 1895
      - Ordre Polydesmida Pocock, 1887